# Unbemanntes Wasserfahrzeug

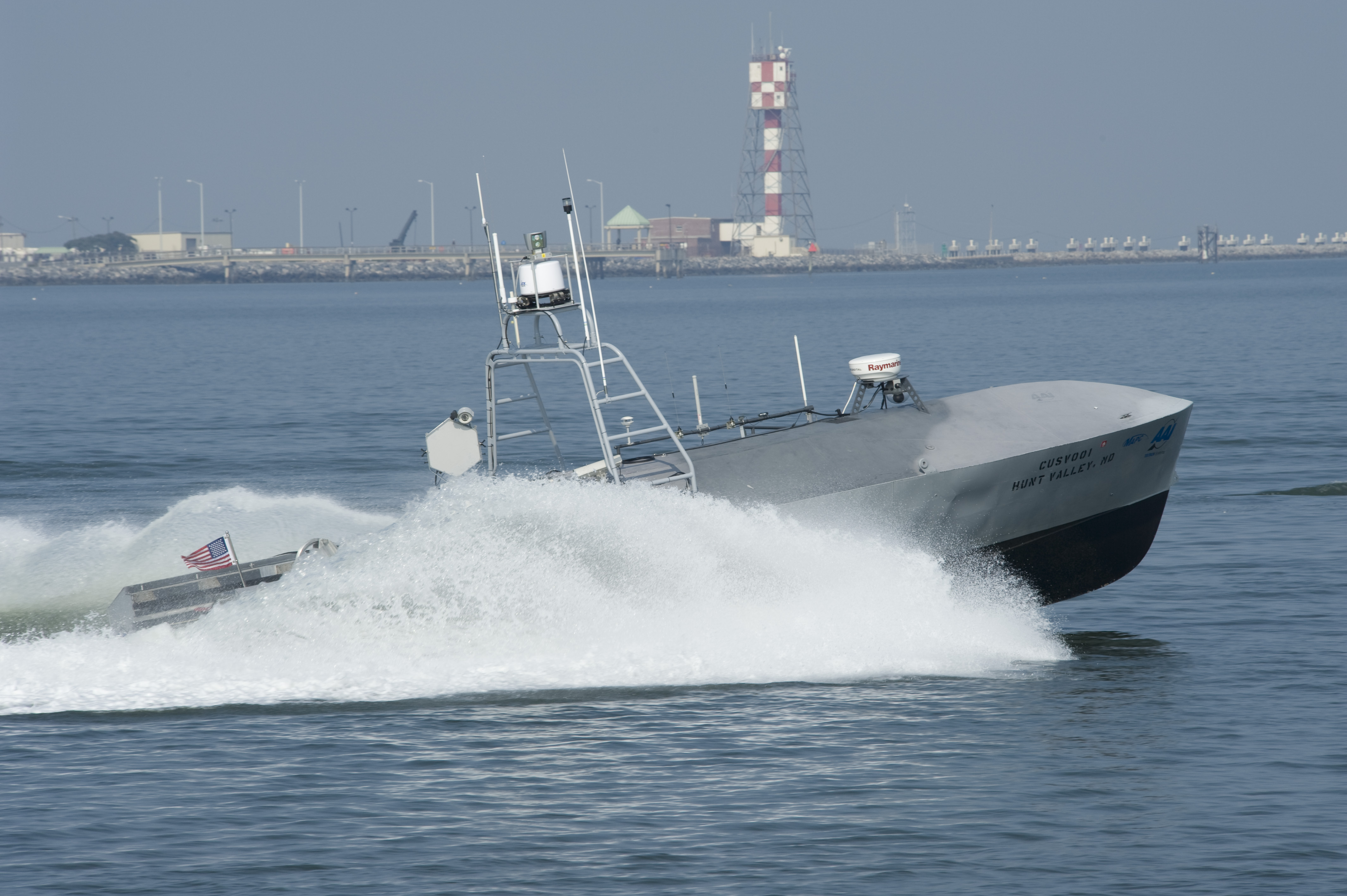
Common Unmanned Surface Vehicle der US Navy

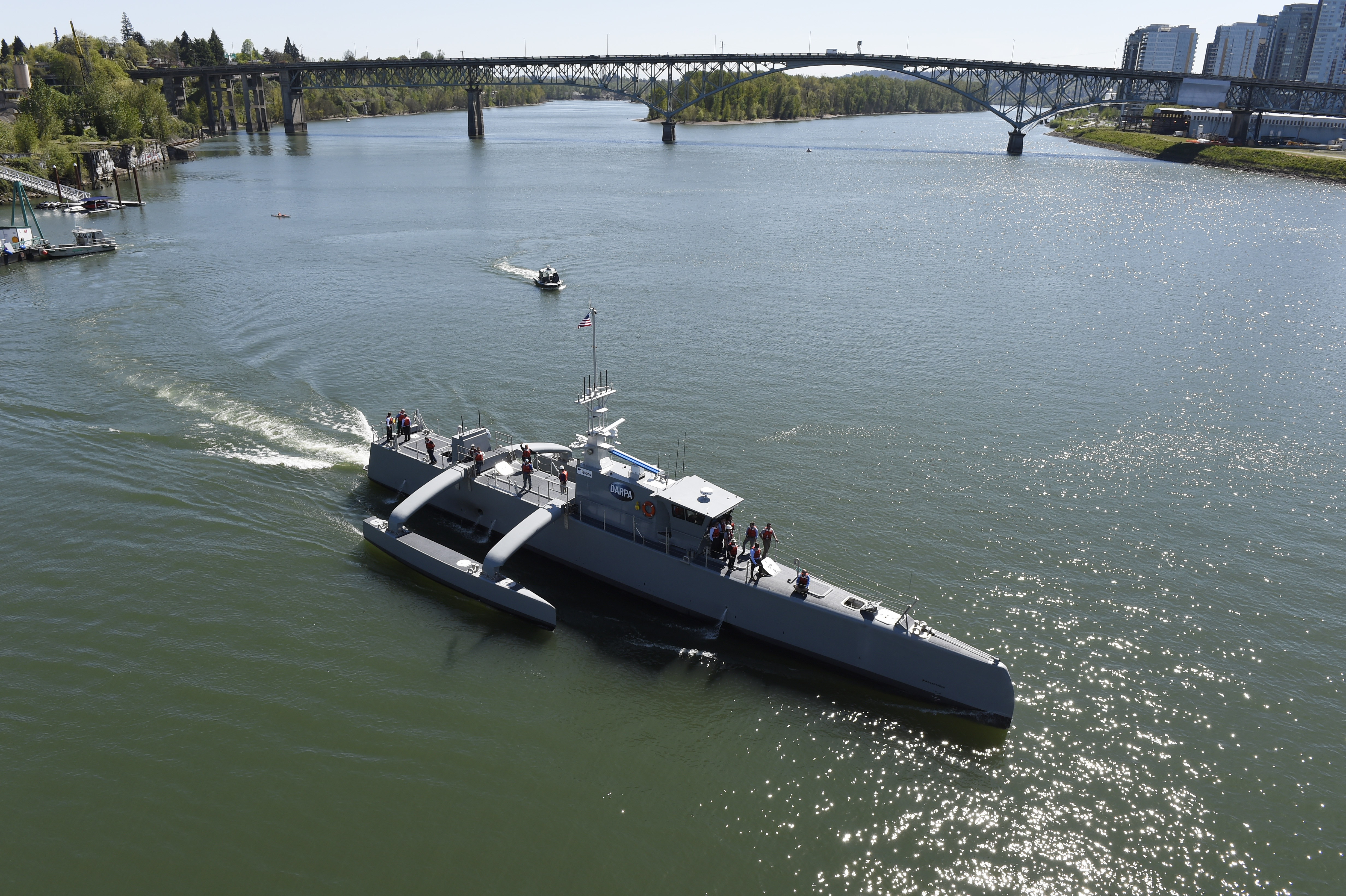
Unbemannter Trimaran Sea Hunter der DARPA im April 2016

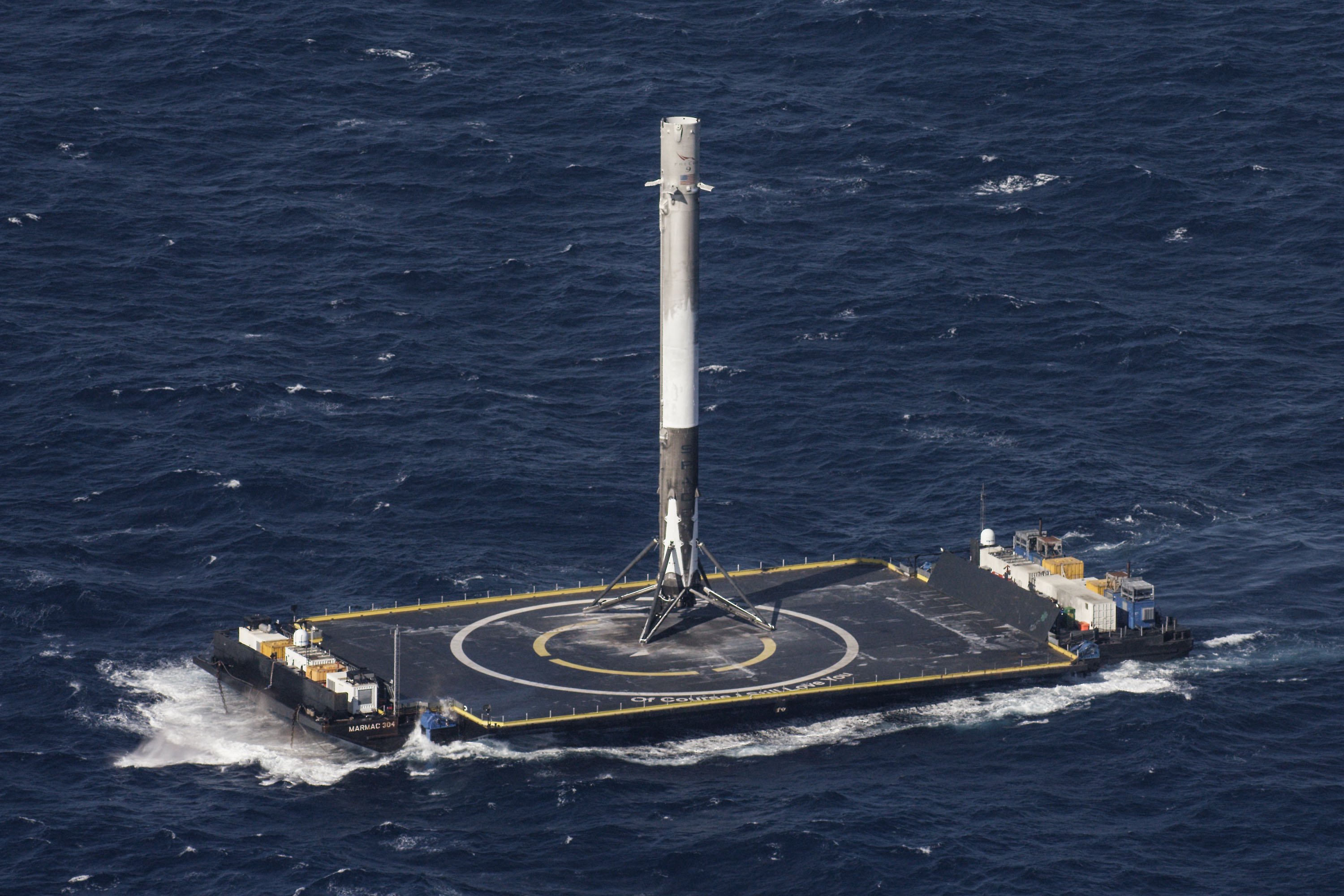
Ein autonomous spaceport drone ship im April 2016

Als unbemanntes Wasserfahrzeug, Roboterschiff oder auch Drohnenboot und Drohnenschiff werden Boote und Schiffe bezeichnet, die autonom oder ferngesteuert und ohne eigene Mannschaft operieren können. Sehr verbreitet sind auch die englischsprachigen Bezeichnungen unmanned surface vehicle oder autonomous surface vehicle (deutsch unbemanntes oder autonomes Oberflächenfahrzeug).

## Einsatzgebiete
Im Wesentlichen lassen sich vier Einsatzgebiete unterscheiden:
- Ozeanographie: Zur Erkundung der Meere
- Militär: Zur Aufklärung, Minenräumung, aber auch zum offensiven Einsatz oder als Zielschiff
- Frachtschifffahrt (akademisch): Forschung im Bereich Autonomie. Der automatisierte Warentransport wird seit 2014 in Studien auch im Modellmaßstab erprobt.[1][2][3]
- Raumfahrt: Das von Elon Musk gegründete und geführte Weltraumunternehmen SpaceX ließ innerhalb seines Entwicklungsprogrammes für mehrfach-verwendbare Raumfahrzeuge eine unbemannte schwimmende Landeplattform für rückkehrfähige Raketen bauen. Da eine landende Raketenstufe mit den Triebwerken bei der Abbremsung ein erhebliches Risiko für eine Besatzung der Plattform darstellen würde und vor allem in der Entwicklungsphase auch von Fehlschlägen bis hin zu Abstürzen auf die Plattform auszugehen war, wurde die Plattform unbemannt ausgeführt.

In der Science-Fiction-Literatur und in Filmen und Videospielen dieses Genres wird der Begriff Drohnenschiff auch für unbemannte Raumschiffe eingesetzt. Beispiele sind die romulanischen Drohnenschiffe im Star-Trek-Science-Fiction-Universum oder die Drohnenschiffe in der Warhammer-Videospielwelt.

## Konkrete Umsetzung

### Zivile Anwendungen

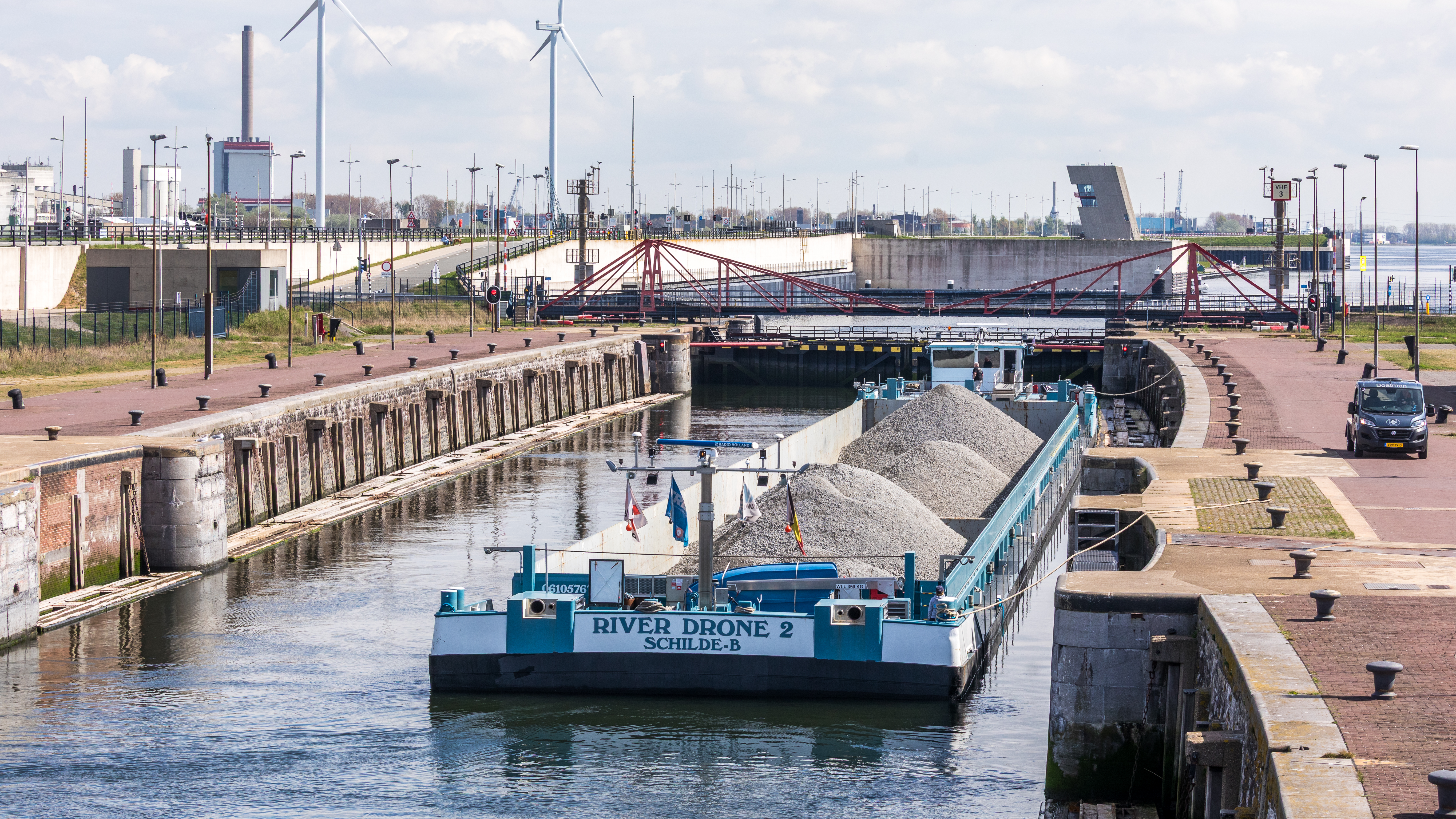
Ferngesteuertes Frachtschiff River Drone 2, 2025

Der norwegische Konzern Yara International betreibt das Projekt eines elektrisch angetriebenen autonom gesteuerten Containerschiffs mit dem Namen Yara Birkeland. Der Kasko wurde auf der Vard-Werft in Brăila (Rumänien) gebaut. Die Yara Birkeland soll im Feederverkehr vom Yara-Düngemittelwerk im Herøya-Industriepark und den Häfen Brevik bzw. Larvik eingesetzt werden. Wegen der Corona-Pandemie wurde das Projekt im Mai 2020 vorerst gestoppt.
Seit Dezember 2019 wird ein „B Zero“ genanntes System zur autonomen Schiffsführung an Bord des 5600-TEU-Containerschiffs Henrika Schulte unter Realbedingungen erprobt. Das Forschungsprojekt wurde vom Fraunhofer-Center für Maritime Logistik und Dienstleistungen (CML) initiiert und soll zunächst eine unbemannte Brücke in freien Seeräumen unter moderaten Umweltbedingungen für bis zu acht Stunden ermöglichen.
Die US-amerikanischen Wetterbehörden nutzen Segeldrohnen zur Erforschung in Hurrikans um im Sturm Daten (wie zum Beispiel Wellenhöhe und Windgeschwindigkeit) zu sammeln. Die Segeldrohnen kamen unter anderem 2022 im Hurrikan Fiona zum Einsatz.

### Militärische Anwendungen
Beim Russisch-Ukrainischen Krieg kam es ab 2023 zum vermehrten Einsatz autonomer Schwimmdrohnen, u. a. mehrfache Angriffe auf den Flottenstützpunkt Sewastopol, auf die Krim-Brücke, sowie auf russische Schiffe. So kam es in der Nacht zum 4. August 2023 zu einem Angriff auf russische Kriegsschiffe im Hafen der russischen Stadt Noworossijsk (Region Krasnodar). Eine mit 450 Kilogramm Sprengstoff beladene Drohne detonierte dabei an einer Flanke des Landungsschiffes Olenegorski Gornjak und erzeugte massive Beschädigungen, so dass das Schiff mit schwerer Schlagseite in den Hafen geschleppt werden musste. Am folgenden Tag wurde der russische Tanker SiG in der Nähe der Krim-Brücke schwer beschädigt. Am 1. Februar 2024 publizierte der ukrainische Militärnachrichtendienst eine Bildaufzeichnung, die zeigen soll, wie mehrere Schwimmdrohnen die russische Flugkörperkorvette Iwanowez des Projekts 12411 versenkten, indem sie als Schwarm koordiniert gegen das im Bereich des Donuslaw fahrende Schiff vorgingen. Im Januar 2025 wurde berichtet, dass eine Magura V5-Bootdrohne zwei russische Hubschrauber abgeschossen habe.
Am 3. Mai 2025 wurden von einer Matura V7-Bootdrohne aus, die sich in der Nähe des Hafens von Noworossijsk befand, mittels Luft-Luft-Raketen vom Typ AIM-9 Sidewinder zwei Su-30-Maschinen abgeschossen. Dies war militärhistorisch das erste Mal eines solchen erfolgreichen Einsatzes.
Im Jahr 2024 setzte die wesentliche Gebiete des Jemen beherrschende Ansar Allah im Roten Meer Drohnenboote in Richtung der internationalen Schifffahrtswege ein, so am 4. Januar und am 1. Februar. Weitere unbemannte Wasserfahrzeuge wurden im Februar 2024 in jemenitischem Gebiet aufgeklärt und vernichtet.

## Beispiele
- SiDA, Türkei, 11 Meter lang (militärisch, geplanter Einsatz: ab Frühjahr 2021)
- Wellengleiter
- Protector USV (militärisch)
- ACTUV
- Minenabwehrsystem TROIKA
- Sea Hunter, USA, militärisch, 40 Meter langer U-Boot-Jäger, getauft am 7. April 2016, abgelegt am 2. Mai, 2 Dieselmotoren, 2 Jahre Testphase geplant[18]
- Common Unmanned Surface Vehicle (CUSV) von Textron Systems
- Unbemannte schwimmende Landeplattform von SpaceX
- MAGURA V5 (militärisch)
- Sea Baby (militärisch)